# Малые реки Кемерова
- Томь
  - Люскус
    - Солонечная

  - Каменушка
  - Крутой (ручей)
    - Холодный (ключ)
    - Тёплый (ключ)

  - Алыкаевка
  - Чесноковка
    - Макеевка
    - Лапичевский (ручей)
    - Кедровка
      - Еловка

  - Малая Чесноковка
  - Евсеевка
  - Бол. Промышленная
    - Осиновка
    - Бусалаиха

  - Искитимка
    - Суховский (ручей)
    - Большая Камышная
      - Мал. Камышная
      - Мазуровка
      - Топкая
      - Крутая

    - Куро-Искитим
      - Бол. Винокурка
      - Мал. Винокурка
      - Удельная
      - Прямая
        - Горячинский (лог)
        - Глухая
          - Ключик

  - Голомыска
  - Сухая
  - Татарка
  - Топкинский (лог)

Правобережье Томи
| Название            | Длина (км) | Районы, по которым протекает река      | Комментарии                                |
| ------------------- | ---------- | -------------------------------------- | ------------------------------------------ |
| Люскус              | 31.3       | Рудничный район                        |                                            |
| Солонечная          | 2.3        | ЖР Лесная Поляна                       | впадает в Люскус.                          |
| Каменушка           | 12.7       | Рудничный район                        |                                            |
| Крутой (ручей)      | 23.5       | Кировский и Рудничный районы           |                                            |
| Холодный (ключ)     | 11         | Рудничный район                        | впадает в Крутой (ручей).                  |
| Тёплый (ключ)       | 6          | Рудничный район                        | впадает в Крутой (ручей).                  |
| Алыкаевка           | 43         | Кировский и Рудничный районы           |                                            |
| Чесноковка          |            | ЖР Кедровка                            |                                            |
| Малая Чесноковка    |            | Кировский район и ЖР Боровой           |                                            |
| Кедровка            |            | ЖР Кедровка                            | впадает в Чесноковку.                      |
| Лапичевский (ручей) |            | ЖР Кедровка                            | впадает в Чесноковку.                      |
| Еловка              |            | ЖР Кедровка                            | впадает в Кедровку.                        |
| Макеевка            |            | Кировский район и ЖР Кедровка          | впадает в Чесноковку.                      |
| Евсеевка            |            | Кировский район                        | получила своё название от деревни Евсеево. |
| Бол. Промышленная   |            | ЖР Промышлённовский                    |                                            |
| Осиновка            |            | ЖР Промышлённовский и ЖР Лесная Поляна | впадает в Бол. Промышленную.               |
| Бусалаиха           |            | ЖР Промышлённовский                    | впадает в Бол. Промышленную.               |

Левобережье Томи
| Название          | Длина, км | Районы, по которым протекает     | Комментарии                                        |
| ----------------- | --------- | -------------------------------- | -------------------------------------------------- |
| Искитимка         |           | Центральный и Заводский районы   | главная малая река города Кемерово.                |
| Куро-Искитим      |           | Заводский район                  | один из двух притоков, формирующих реку Искитимка. |
| Бол. Винокурка    |           | Заводский район                  | впадает в Куро-Искитим.                            |
| Мал. Винокурка    |           | Заводский район                  | впадает в Куро-Искитим.                            |
| Прямая            |           | Заводский район                  | впадает в Куро-Искитим.                            |
| Удельная          |           | ЖР Ягуновский (Ягуново)          | впадает в Прямую.                                  |
| Горячинский (лог) |           | ЖР Ягуновский (Ягуново)          | впадает в Прямую.                                  |
| Глухая            |           | ЖР Ягуновский (Ягуново)          | впадает в Прямую.                                  |
| Ключик            |           | ЖР Ягуновский (Ягуново)          | впадает в Глухую.                                  |
| Суховский (ручей) |           | Заводский район (микрорайон ФПК) | впадает в реку Искитимка.                          |
| Сухая             |           | Ленинский район                  |                                                    |
| Голомыска         |           | Ленинский район (Металлплощадка) |                                                    |
| Татарка           |           | Заводский район (Улус-Мозжуха)   |                                                    |
| Топкинский (лог)  |           | Заводский район (Предзаводской)  |                                                    |
| Большая Камышная  |           | Заводский район и ЖР Пионер      | впадает в реку Искитимка.                          |
| Мал. Камышная     |           | ЖР Ягуновский и ЖР Пионер        | впадает в реку Большая Камышная.                   |
| Мазуровка         |           | ЖР Пионер                        | впадает в реку Большая Камышная.                   |